# Kolerakyrkogården i Kallebäck

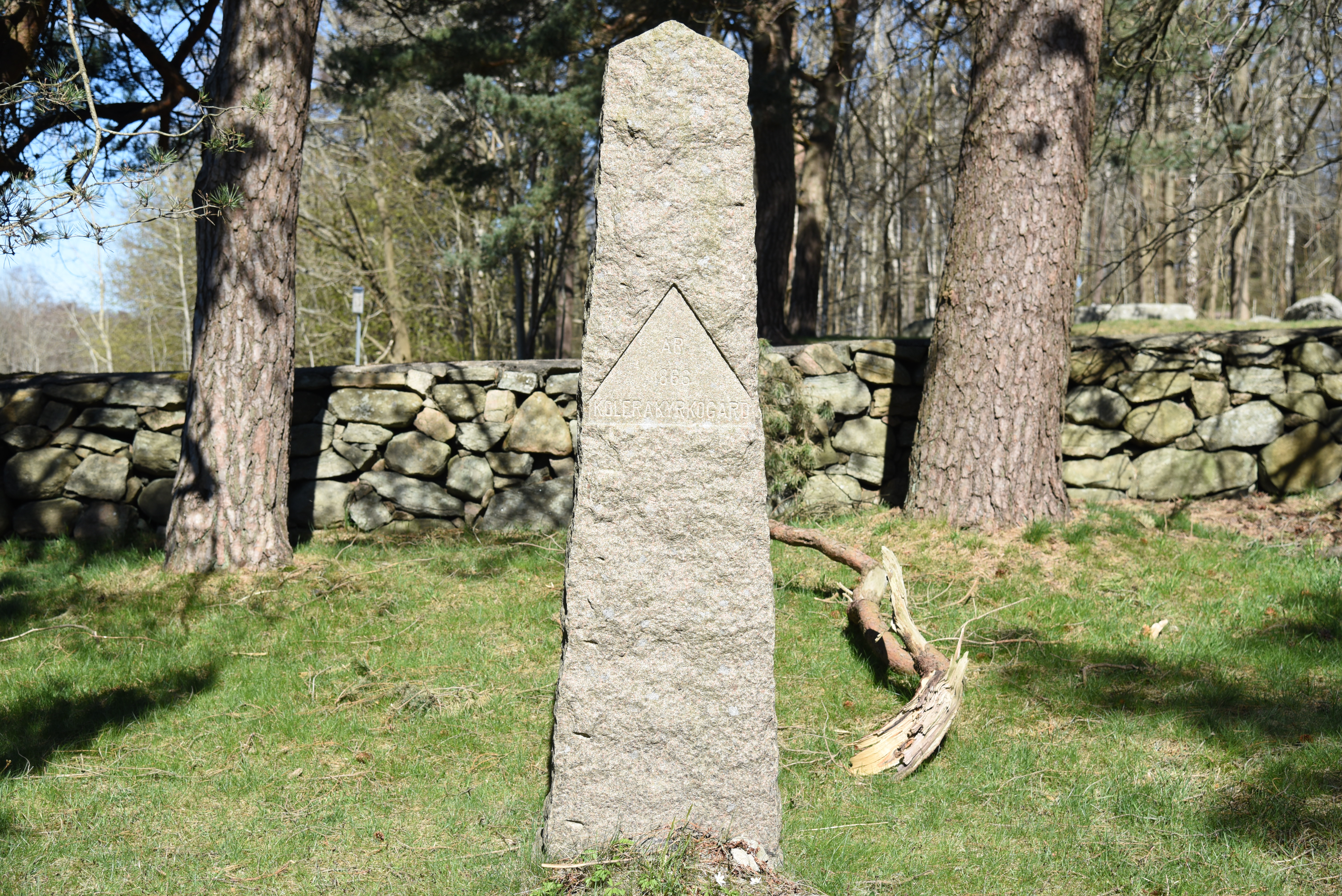
Minnesstenen vid kolerakyrkogården i Kallebäck.

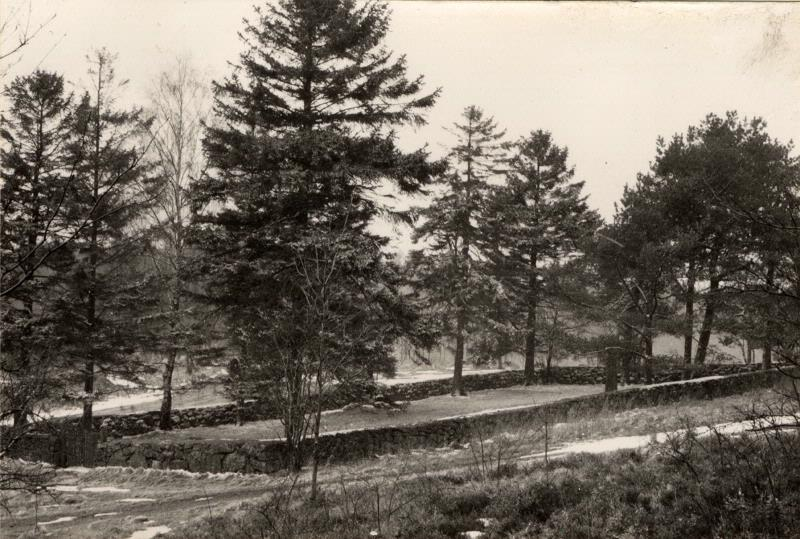
Kolerakyrkogården i Kallebäck i februari 1968. Foto från Göteborgs stadsmuseum.

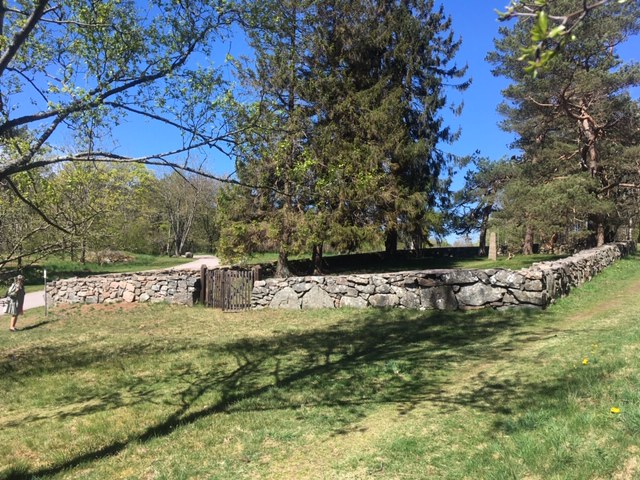
Kallebäcks kolerakyrkogård söderifrån.

Kolerakyrkogården i Kallebäck är en kolerakyrkogård i stadsdelen Kallebäck i Göteborg. Den anlades i samband med koleraepidemin år 1866. Kyrkogården betraktas som en fast fornlämning och är därmed skyddad enligt kulturmiljölagen (KML).

## Bakgrund
Kolera var en återkommande farsot i Göteborg under 1800-talet. Under perioden 1834 till 1857 drabbades staden av sju epidemier, varav den värsta var den år 1834. Totalt dog då 1 870 personer (av en total folkmängd år 1830 på 20 557) i staden och 592 (av en befolkning på 5 598) i Karl Johans församling. Under 1850-talet hade sjukdomen epidemisk spridning under sex olika år, den svåraste åren 1850 och 1853, då 1 316 respektive 1 022 personer insjuknade, av vilka 580 och 626 avled. Vid epidemin år 1866 insjuknade totalt 1 273 personer i staden, varav 435 dog, samt 283 dödsfall i Majorna.
I Örgryte socken inträffade sjukdoms- och dödsfall bland den fattigare arbetarklassen och de som hade det sämst, medan arbetarbostäderna tillhörande Almedahls fabriker klarade sig från sjukdomsfall. Det tillskrevs större renlighet och bättre bostäder, samt att bolaget övervakade personalens hälsotillstånd. Inom församlingen insjuknade 80 personer varav 44 avled och 31 tillfrisknade enligt sammanställning den 13 september. Församlingen anställde fler sköterskor och anskaffade ett större sjukhus, för att därigenom få bukt med sjukdomen.

## Kyrkogården
Kolerakyrkogården i Kallebäck anlades år 1866 och är belägen intill Delsjö golfbaneväg. Den mäter 35 x 18 meter och omges av en cirka en meter hög vällagd stenmur och inne på kyrkogården är en 2,1 meter hög minnessten rest. Intill kolerakyrkogården finns stenkammargraven Kung Rings grav.

## Bildgalleri

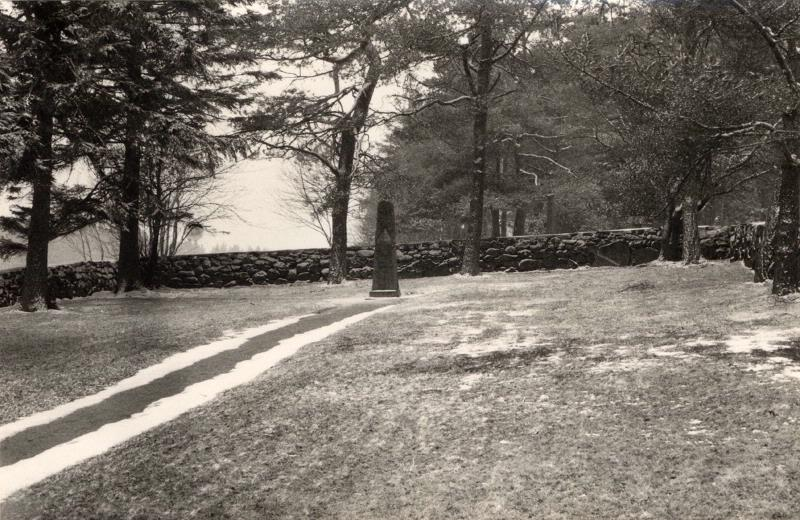
Kolerakyrkogården i Kallebäck 1968.
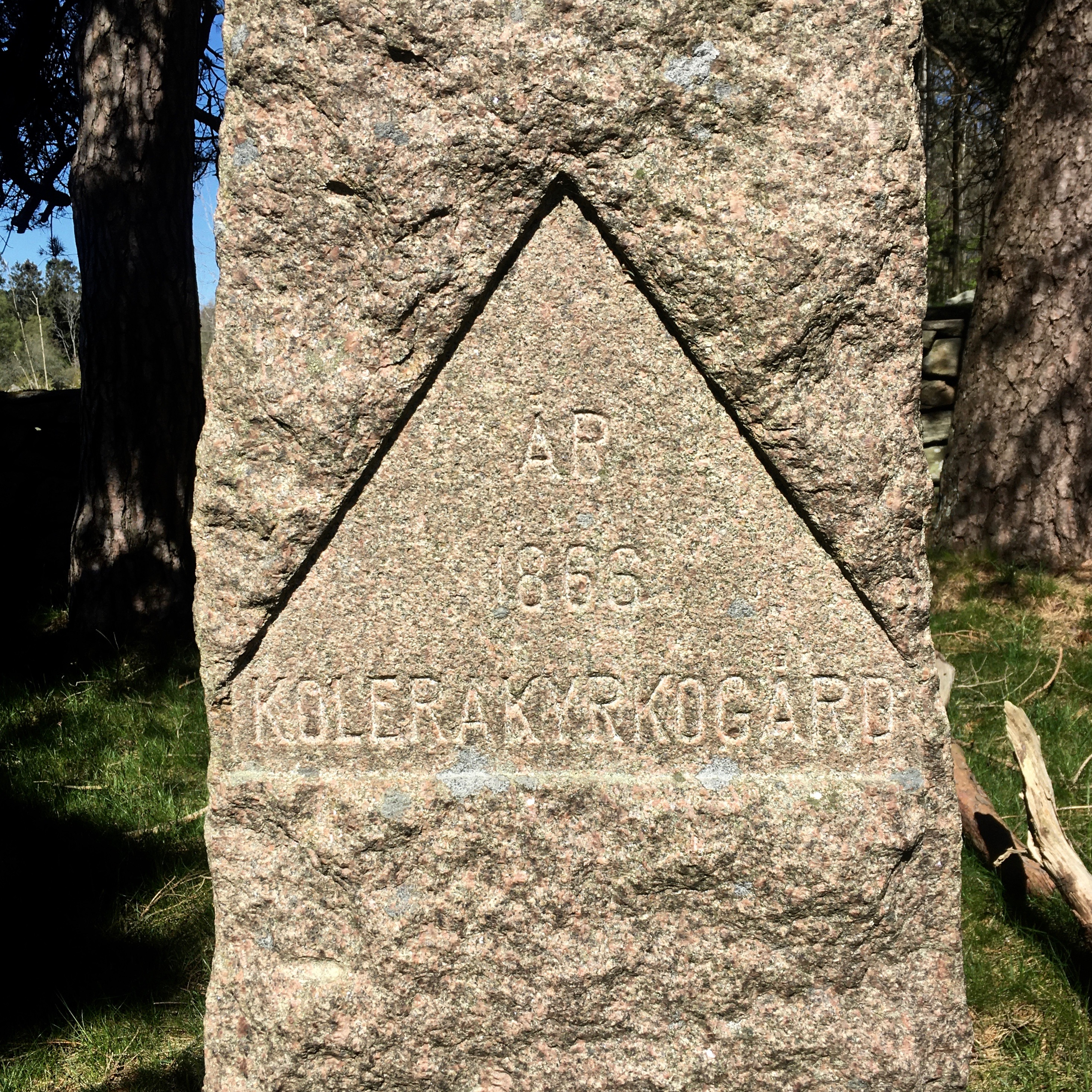
Minnessten om kolerafarsoten 1866.
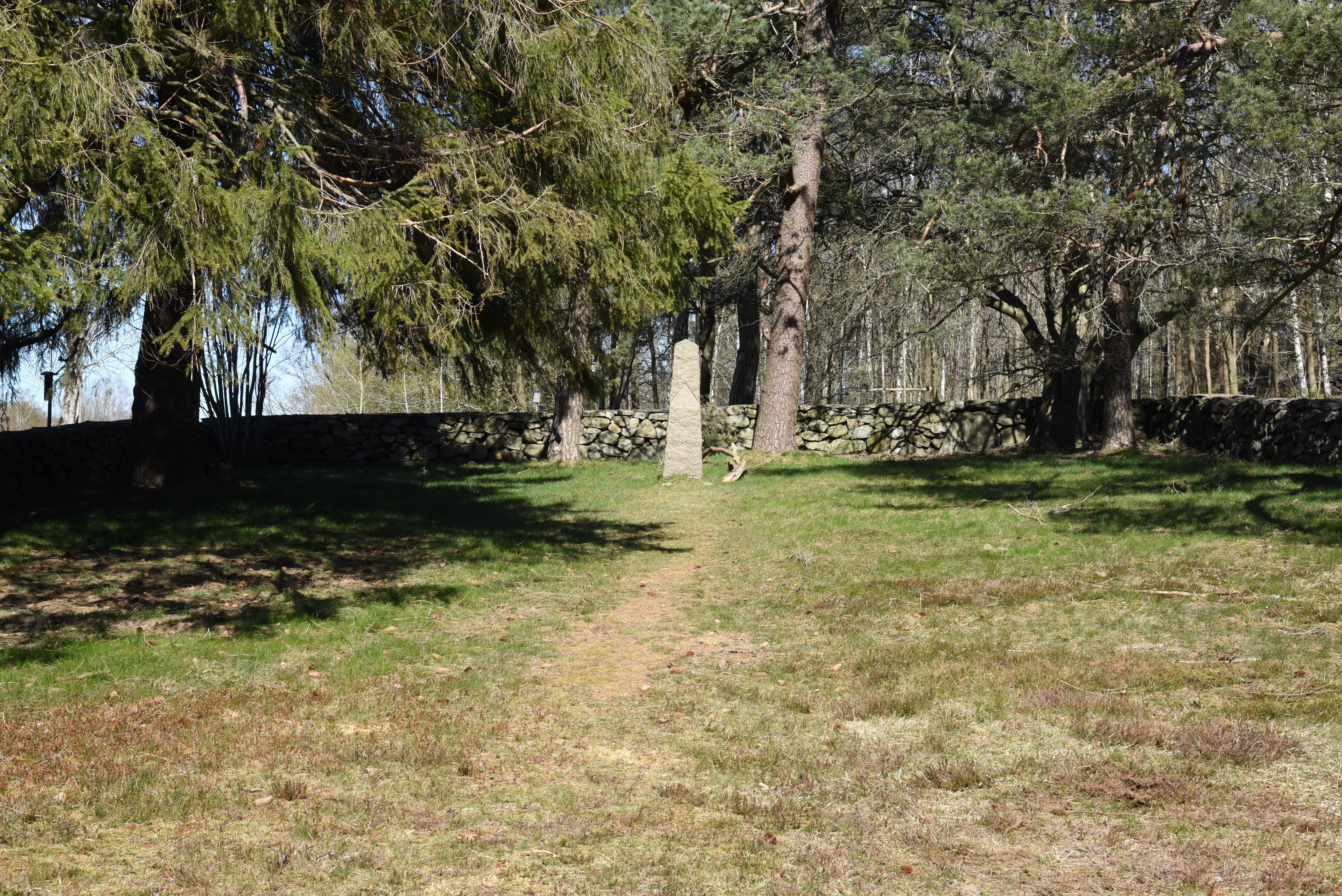
Kolerakyrkogården i Kallebäck 2020.
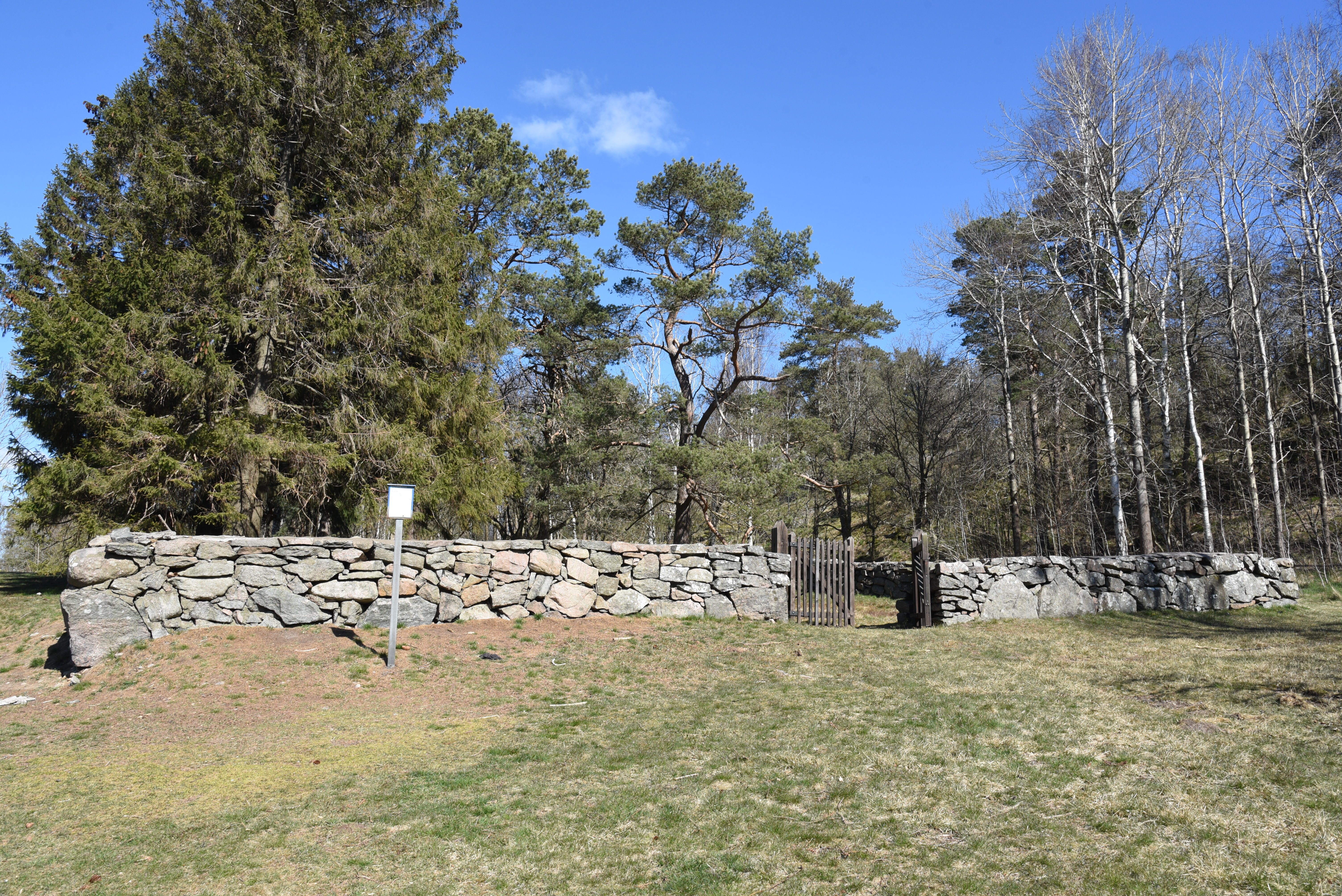
Kolerakyrkogården i Kallebäck från söder.
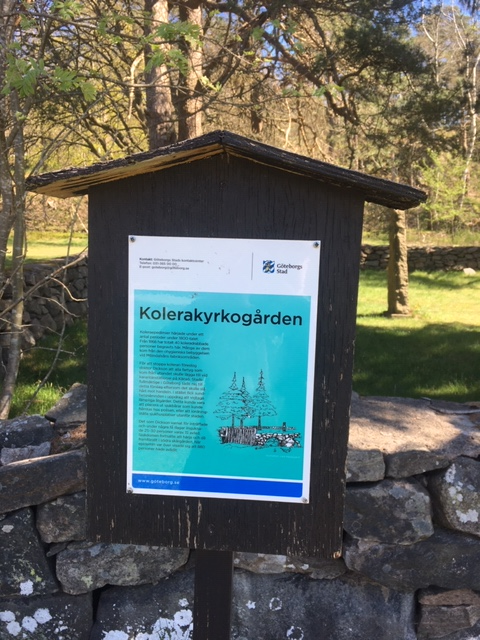
Informationstavla vid kolerakyrkogården.
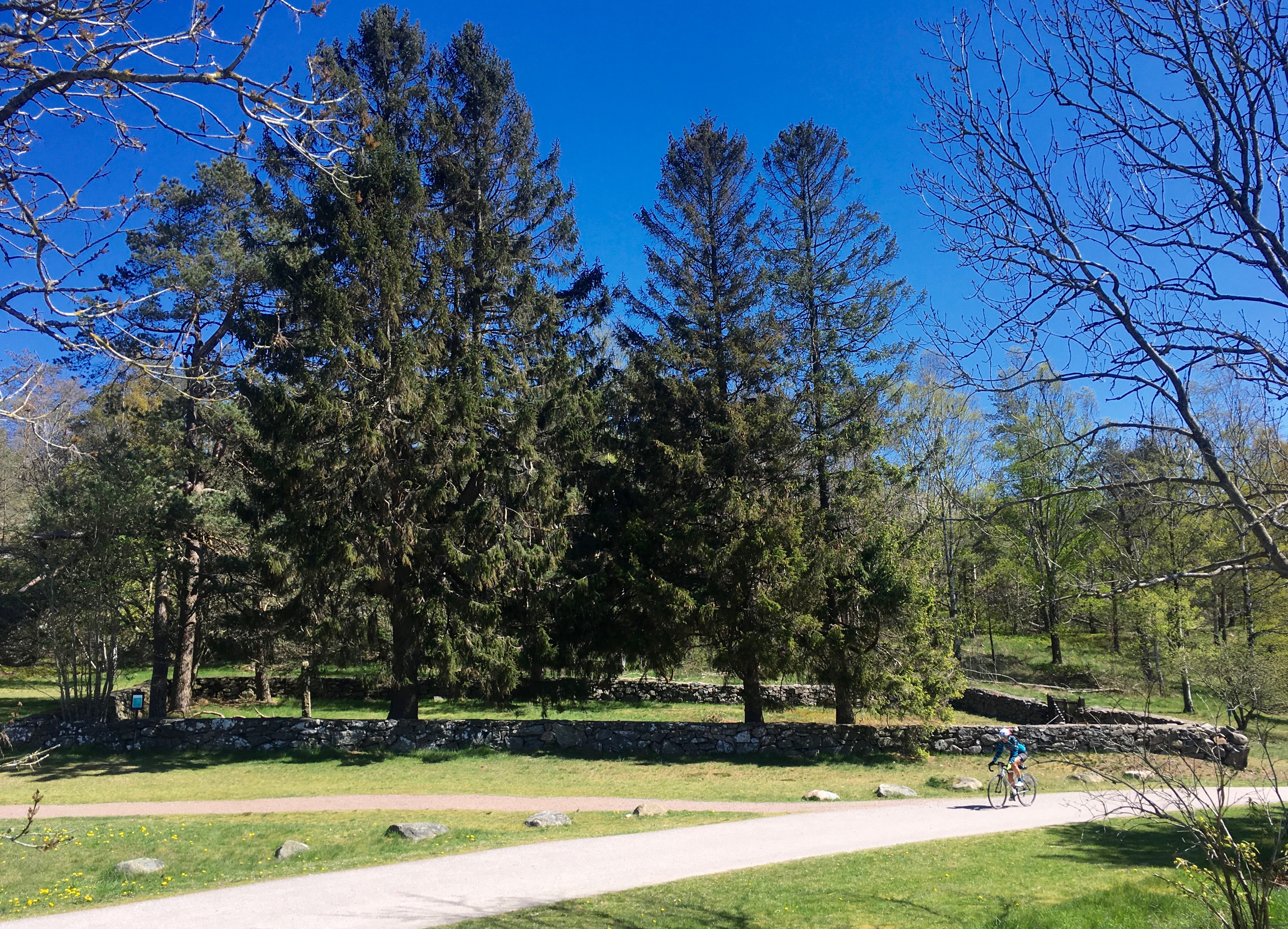
Kallebäcks kolerakyrkogård från väster.